# 曹義宗
曹 義宗（そう ぎそう、生没年不詳）は、中国の南朝梁の軍人。本貫は新野郡。

## 経歴
南朝宋の徐州刺史の曹欣之の九男として生まれた。南朝斉の永元元年（499年）、兄の曹景宗が竟陵郡太守であったとき、義宗は年少で官位についておらず、雍州に居住していた。市辺の富人で姓は向という者が銭百万を見せて義宗を婿とし、その妹をとつがせようとした。義宗は人を派遣して竟陵郡の曹景宗のもとに手紙を送り相談した。曹景宗は「買ってまだ得ていないのに、どうしてすでに売ったというのか」と返事をした。義宗は向氏の銭を受け取って妻を迎え、身代を立てることができた。後に蕭衍が雍州に下向すると、義宗はこれに従って梁州や秦州の刺史を歴任した。天監8年（509年）3月、北魏の荊州刺史の元志が7万の兵を率いて潺溝に進攻してきた。ときに義宗は寧蛮長史をつとめていたが、武帝（蕭衍）の命を受けて司馬の朱思遠や中兵参軍の孟恵儁とともに潺溝で元志を討ち破って、元志の長史の杜景を生け捕りにした。普通7年（526年）、義宗は穣城に拠って、北魏の行台尚書の辛纂らと対峙した。大通2年（528年）、義宗は振遠将軍として北伐し、南陽郡・新野郡などを平定し、北魏の南荊州刺史の李志を安昌城で降した。10月、北魏の大都督の費穆に敗れ、捕らわれて洛陽に送られた。

## 伝記資料
- 『南史』巻55 列伝第45